# Ochrona zabytków

Znak Konwencji Haskiej, zwany Błękitną Tarczą lub Kopertą Haską – międzynarodowe oznaczenie zabytków

Ochrona zabytków – działania mające na celu zapewnienie trwania zabytkom i przekazania ich następnym pokoleniom. W zakres ochrony zabytków wchodzą działania finansowe, prawne i administracyjne, podejmowane przez władze państwowe i samorządowe, organy administracji, urzędy, instytucje naukowe, oświatowe, kulturalne, edukacyjne. Do ochrony zabytków zalicza się m.in. formułowanie zasad i teorii konserwatorskich, prawodawstwo, czynności administracyjne i urzędowe, badania zabytków. Ochrona zabytków obejmuje zarówno zabytki materialne, jak i niematerialne.

## Historia

### Starożytność i średniowiecze
Do najwcześniejszych przedsięwzięć związanych z ochroną dawnych obiektów zaliczyć można działania cesarza rzymskiego Wespazjana, który m.in. po pożarze świątyni Jowisza na Kapitolu kazał wykonać kopie 3 tysięcy zniszczonych wówczas spiżowych tablic. Znane są edykty zabraniające burzenia lub niszczenia budynków wydane m.in. przez Aleksandra Sewera (222 r.) czy Konstantyna Wielkiego. Próby ratowania dawnych budowli podejmował Teodoryk (VI w.) powołując dworzanina Kassjodorusa na stanowisko architectus publicorum. Podobnie Karol Wielki powierzył sprawy związane z ochroną zabytków dworzaninowi Einhardowi (ok. 800 n.e.).

### Renesans
W okresie renesansu na uwagę zasługuje działalność papieży, w tym wydawane przez nich rozporządzenia dotyczące ochrony pamiątek przeszłości: akt z 1462 Piusa II, z 1474 Sykstusa IV czy z 1510 Juliusza II. Wielu papieży powoływało stanowiska konserwatorów zabytków. Zrobili tak Leon X (w 1515 powierzył stanowisko konserwatora zabytków i starożytności Rafaelowi), Paweł III czy Pius IV.

### Wiek XVII
W 1630 król Gustaw II Adolf wydał instrukcję dotyczącą spisu zabytków w Szwecji, ustanowił też na swym dworze stanowisko konserwatora (został nim Johannes Bureus). W 1667 na Uniwersytecie w Uppsali powstało Kolegium Starożytnicze, które miało za zadania inwentaryzować zabytki w państwie.

### Wiek XVIII i początek XIX

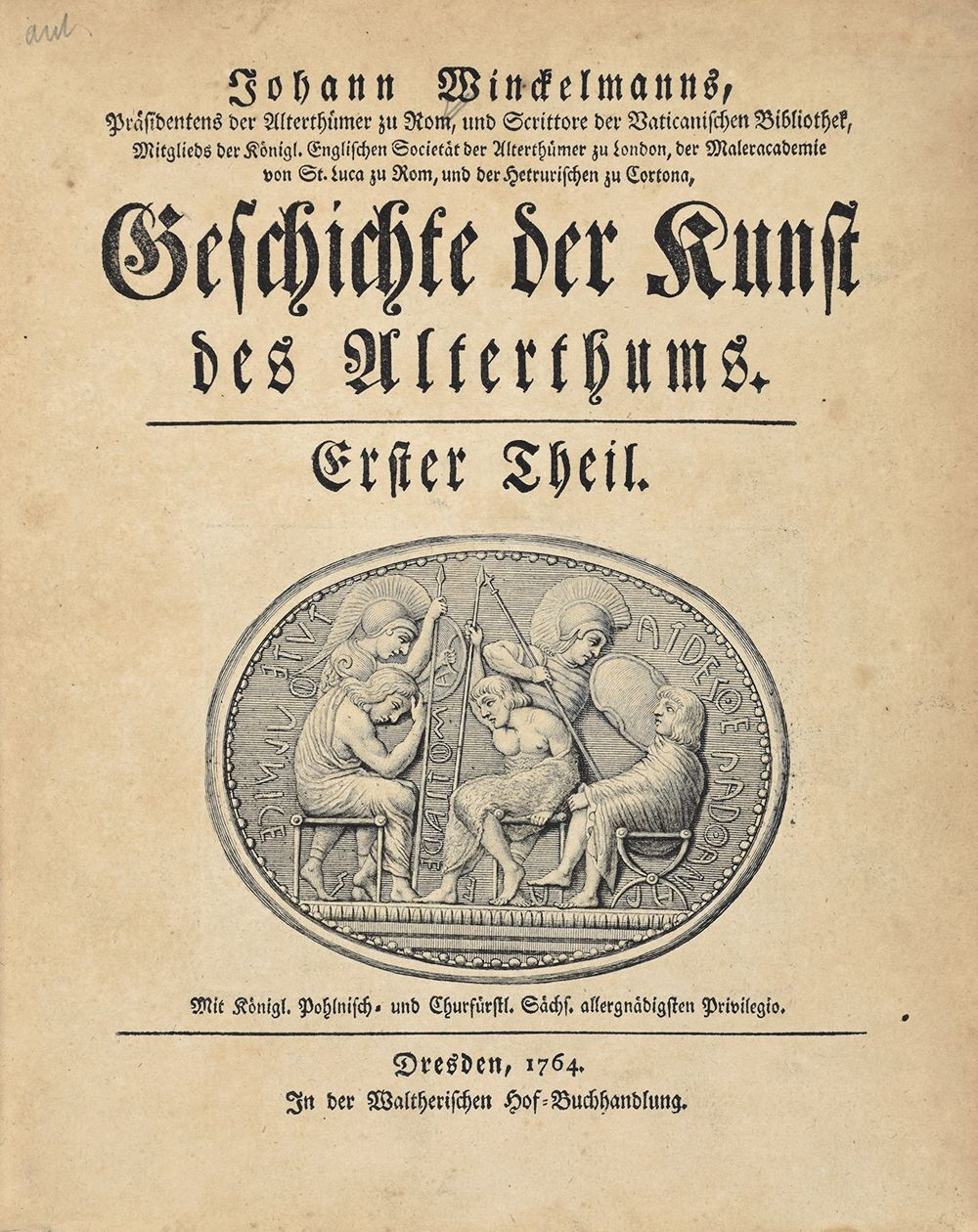
Pierwsze wydanie Geschichte der Kunst des Alterthums Johanna Joachima Winckelmanna

Zainteresowanie dawnym dziedzictwem kulturowym odżyło na nowo po odkryciu ruin Pompei (1731) i Herkulanum (1748) i rozpoczęciu w nich prac wykopaliskowych. Niedługo potem wydane zostały publikacje: Geschichte der Kunst des Alterthums (Dzieje sztuki starożytnej) Johanna Joachima Winckelmanna (1764) oraz będące pokłosiem wyprawy Napoleona do Egiptu, 24-tomowe Description de L’Egypte (Opisanie Egiptu) Dominika Vivanta Denona (1809-1813). Obydwie te prace uważane są za przyczynek do powstania nowych dziedzin nauki: historii sztuki, archeologii i konserwacji zabytków. Podczas Wielkiej Rewolucji Francuskiej wydane zostały dekrety obejmujące ochroną dzieła sztuki. W 1790 w Paryżu powołano Commission des Monuments (Komisja ds. zabytków). W okresie tym we Francji powstało również wiele stowarzyszeń i towarzystw o charakterze naukowym, zajmujących się badaniami i ochroną zabytków, a także pierwsze muzea publiczne.
Zainteresowania zapoczątkowane w XVIII wieku, a także coraz powszechniej prowadzone prace archeologiczne i badawcze, spowodowały, że coraz częściej zastanawiano się nad problemami związanymi ze sposobami zabezpieczenia i eksponowania zabytków, z ich udostępnianiem i upowszechnianiem wiedzy o dziedzictwie. W okresie sentymentalizmu, na fali zainteresowania architekturą średniowieczną, przeprowadzono pierwsze prace konserwatorskie i restauratorskie w duchu gotyku (m.in. wież kościoła w Moguncji, 1767). W tym stylu wznoszono sztuczne ruiny (np. Edgehill w Anglii, 1746), a w dalszej kolejności całe budowle (np. zamek Iverary w Szkocji, 1745-1761). Wówczas też rozpoczęto formułowanie pierwszych teorii dotyczących ochrony zabytków i dziedzictwa kulturowego.

### Wiek XIX i XX
W wieku XIX powstały pierwsze urzędy konserwatorskie: w Prusach (1843), Wirtembergii (1858) i Bawarii (1856). Wydano też pierwsze rozporządzenia i ustawy dotyczące ochrony zabytków: w Austrii (rozporządzenie 1856, ustawa 1923), w Grecji (1834), w Szwecji (1867), w Anglii (1882), we Francji (1887), we Włoszech (1902). W XX wieku ochrona zabytków nabrała charakteru międzynarodowego. W październiku 1931 w Atenach odbyła się konferencja, na której po raz pierwszy określono zasady działań konserwatorskich, które miały obowiązywać we wszystkich krajach.
Tematy dotyczące zabytków i metod postępowania z nimi podejmowali w swych pracach i wystąpieniach: Eugène Emmanuel Viollet-le-Duc, John Ruskin, Alois Riegl, Georg Dehio, Max Dvořák, Charles Buls, Camillo Boito i inni. Autorzy ci stworzyli podwaliny pod współczesną myśl konserwatorską a ich ustalenia w dużym stopniu zachowały aktualność do dziś.

## Ochrona zabytków w Polsce
Początki ochrony zabytków w Polsce sięgają XIX wieku. W 1843 powołano Urząd Konserwatorski w Prusach, który między innymi sporządzał spisy zabytków Śląska, Wielkopolski, Pomorza, Warmii i Mazur. Na terenie Krakowa od 1856 działali polscy konserwatorzy powoływani przez Komisję Centralną do badania i ochrony dzieł sztuki i pamiątek historycznych w Wiedniu. W 1873 przy Akademii Umiejętności w Krakowie powołano Komisję Historii Sztuki, która prowadziła prace naukowo-badawcze przy zabytkach. Na terenie Galicji powstawały stowarzyszenia zajmujące się zagadnieniami ochrony zabytków, takimi jak analizy stosowanych technologii i metod postępowania konserwatorskiego, opracowanie kryteriów porządkujących wiedzę o zabytkach. Szczególnie aktywną działalność prowadziło Koło C.K. Konserwatorów Galicji Wschodniej. W Warszawie działania w tym kierunku podejmowało Towarzystwo Opieki nad Zabytkami Przeszłości, które podczas swojego pierwszego zajazdu w 1909 sformułowało Uchwały, uważane za jeden z pierwszych dokumentów dotyczących ochrony zabytków w Polsce.
31 października 1918, jeszcze przed zakończeniem I wojny światowej, Rada Regencyjna wydała dekret o opiece nad zabytkami sztuki i kultury. W dekrecie określone były kompetencje organów państwowych w ramach ochrony zabytków, co dało początek strukturom służb ochrony konserwatorskiej w niepodległej Polsce. Kolejnymi podstawowymi aktami prawnymi dotyczącymi ochrony zabytków w Polsce były w XX i XXI wieku: rozporządzenie Prezydenta z dnia 6 marca 1928 o opiece nad zabytkami, ustawa z dnia 15 lutego 1962 o ochronie dóbr kultury i o muzeach i obowiązująca do dziś ze zmianami ustawa o ochronie zabytków i opiece nad zabytkami z 23 lipca 2003.

## Dokumenty i umowy międzynarodowe w ochronie zabytków[19]

Minister spraw zagranicznych Związku Radzieckiego Eduard Szewardnadze w czasie spotkania z dyrektorem generalnym UNESCO Federico Mayorem potwierdza ratyfikację konwencji w sprawie ochrony światowego dziedzictwa naturalnego i kulturowego (1988)

Za jeden z najwcześniejszych dokumentów o charakterze doktrynalnym w ochronie zabytków uważany jest manifest Stowarzyszenia Ochrony Starożytnych Budowli (Anglia, 1877). Pierwszy dokument określający zasady postępowania przy zabytkach jednakowe dla wszystkich państw to tzw. Karta Ateńska uchwalona na konferencji w Atenach w 1931.
| nazwa dokumentu | rok i miejsce utworzenia               | gremium przygotowujące i uchwalające dokument |
| --- | -------------------------------------- | --- |
| Karta Ateńska | 1931, Ateny                            | Konferencja w Atenach |
| Konwencja o ochronie dóbr kulturalnych w razie konfliktu zbrojnego (Konwencja Haska)                                                                | 1954, Haga                             | Konferencja Międzyrządowa w sprawie Ochrony Dóbr Kulturalnych w razie konfliktu zbrojnego                                                                      |
| Karta Wenecka | 1964, Wenecja                          | II Międzynarodowy Kongres Architektów i Techników Zabytków |
| Konwencja w sprawie ochrony światowego dziedzictwa kulturalnego i naturalnego                                                                       | 1972, Paryż                            | Konferencja Generalna UNESCO |
| Deklaracja Amsterdamska | 1975, Amsterdam                        | Kongres w sprawie Europejskiego Dziedzictwa Architektonicznego                                                                                                 |
| Zalecenia dotyczące ochrony zespołów zabytkowych i tradycyjnych i ich roli w życiu współczesnym (Rekomendacja Warszawska)                           | 1976, Warszawa/Nairobi                 | Konferencja Generalna UNESCO |
| Karta ICOMOS Australia w sprawie miejsc o znaczeniu kulturowym (Karta z Burra)                                                                      | 1979, Burra (zmiany: 1981, 1988, 1999) | Australijski Komitet Narodowy ICOMOS |
| Międzynarodowa karta ogrodów IFLA – ICOMOS (Karta Florencka)                                                                                        | 1981, Florencja                        | Międzynarodowy Komitet ICOMOS-IFLA ds. Ogrodów Historycznych                                                                                                   |
| Konwencja o ochronie dziedzictwa architektonicznego Europy                                                                                          | 1985, Grenada                          | Rada Europy |
| Międzynarodowa Karta Ochrony Miast Historycznych ICOMOS (Karta Waszyngtońska)                                                                       | 1987, Waszyngton                       | Zgromadzenie Generalne ICOMOS |
| Karta Ochrony i Zarządzania Dziedzictwem Archeologicznym ICAHM-ICOMOS (Karta Lozańska)                                                              | 1989, Sztokholm, 1990, Lozanna         | Międzynarodowy Komitet Zarządzania Dziedzictwem Archeologicznym (The International Scientific Committee on Archaeological Heritage Management – ICAHM), ICOMOS |
| Dokument sympozjum na temat dziedzictwa kulturalnego państw KBWE                                                                                    | 1991, Kraków                           | Komisja Bezpieczeństwa i Współpracy w Europie |
| Europejska konwencja o ochronie dziedzictwa archeologicznego (Konwencja Maltańska)                                                                  | 1992, Valletta                         | Rada Europy |
| Dokument z Nara o autentyzmie | 1994, Nara                             | Konferencja na temat autentyzmu |
| Karta Ochrony Dziedzictwa Architektury Wernakularnej                                                                                                | 1999, Meksyk                           | Zgromadzenie Generalne ICOMOS |
| Międzynarodowa Karta Turystyki Kulturowej | 1999, Meksyk                           | Zgromadzenie Generalne ICOMOS |
| Europejska Konwencja Krajobrazowa | 2000, Florencja                        | Rada Europy |
| Pryncypia konserwacji i restauracji dziedzictwa architektoniczno-urbanistycznego (Karta Krakowska)                                                  | 2000, Kraków                           | Międzynarodowa Konferencja Konserwatorska Kraków 2000 |
| Powszechna deklaracja UNESCO o różnorodności kulturowej                                                                                             | 2001, Paryż                            | Konferencja Generalna UNESCO |
| Konwencja o ochronie podwodnego dziedzictwa kulturowego                                                                                             | 2001, Paryż                            | Konferencja Generalna UNESCO |
| Konwencja o ochronie niematerialnego dziedzictwa kulturowego                                                                                        | 2003, Paryż                            | Konferencja Generalna UNESCO |
| Zasady analizy, konserwacji i strukturalnej restauracji dziedzictwa architektonicznego                                                              | 2003, Victoria Falls                   | XIV Zgromadzenie Generalne ICOMOS |
| Deklaracja z Xi’an w sprawie konserwacji otoczenia budowli, miejsc i obszarów stanowiących dziedzictwo                                              | 2005, Xi’an                            | XV Zgromadzenie Generalne ICOMOS |
| Ramowa konwencja Rady Europy dotycząca wartości dziedzictwa kulturowego dla społeczeństwa                                                           | 2005, Faro                             | Rada Europy |
| Karta ICOMOS ochrony Szlaków Kulturowych | 2008, Quebec                           | XVI Zgromadzenie Generalne ICOMOS |
| Deklaracja w sprawie zachowania Genius Loci | 2008, Quebec                           | XVI Zgromadzenie Generalne ICOMOS |
| Zalecenia UNESCO w sprawie historycznego krajobrazu miejskiego                                                                                      | 2011, Paryż                            | Konferencja Generalna UNESCO |
| Wspólne wytyczne ICOMOS-TICCIH w zakresie konserwacji obiektów, konstrukcji, obszarów i krajobrazów dziedzictwa poprzemysłowego (Zasady Dublińskie) | 2011, Paryż                            | XVII Zgromadzenie Generalne ICOMOS TICCIH (The International Committee for the Conservation of the Industrial Heritage)                                        |
| Dokument z Valletty w sprawie ochrony i zagospodarowania miast historycznych i dzielnic zabytkowych                                                 | 2011, Paryż                            | XVII Zgromadzenie Generalne ICOMOS |